# Slavětín (Olomouc)
Slavětín (in tedesco Slawietin) è un comune della Repubblica Ceca facente parte del distretto di Olomouc, nella regione di Olomouc.